# Puccinia mcvaughii
Puccinia mcvaughii ist eine Ständerpilzart aus der Ordnung der Rostpilze (Pucciniales). Der Pilz ist ein Endoparasit des Korbblütlers Antibaccharis sescenticeps. Symptome des Befalls durch die Art sind Rostflecken und Pusteln auf den Blattoberflächen der Wirtspflanzen. Sie ist ein Endemit Mexikos.

## Merkmale

### Makroskopische Merkmale
Puccinia mcvaughii ist mit bloßem Auge nur anhand der auf der Oberfläche des Wirtes hervortretenden Sporenlager zu erkennen. Sie wachsen in Nestern, die als gelbliche bis braune Flecken und Pusteln auf den Blattoberflächen erscheinen.

### Mikroskopische Merkmale
Das Myzel von Puccinia mcvaughii wächst wie bei allen Puccinia-Arten interzellulär und bildet Saugfäden, die in das Speichergewebe des Wirtes wachsen. Ihre Spermogonien sind unbekannt. Die weißlichen Aecien der Art wachsen unterseitig in Gruppen auf der Oberfläche der Wirtsblätter. Ihre Aeciosporen sind unbekannt, gleiches gilt für die möglicherweise fehlenden Uredien. Die beidseitig wachsenden Telien der Art sind schwarzbraun, pulverig und unbedeckt. Die klar kastanienbraunen Teliosporen sind zweizellig, in der Regel ellipsoid, stachelig und meist 40–48 × 25–28 µm groß. Ihre Stiele sind farblos.

## Verbreitung
Das bekannte Verbreitungsgebiet von Puccinia mcvaughii umfasst lediglich ein Gebiet nahe Campamento El Gallo.

## Ökologie
Die Wirtspflanze von Puccinia mcvaughii ist Antibaccharis sescenticeps. Der Pilz ernährt sich von den im Speichergewebe der Pflanzen vorhandenen Nährstoffen, seine Sporenlager brechen später durch die Blattoberfläche und setzen Sporen frei. Die Art durchläuft einen Entwicklungszyklus mit Spermogonien, Aecien und Telien. Als autoöker Parasit macht sie keinen Wirtswechsel durch.